# Distretto di Taran
Il distretto di Taran (in kazako: Таран ауданы) è un distretto (audan) del Kazakistan con  capoluogo Taran.